# Miloš Weingart
Miloš Weingart (ur. 21 listopada 1890 w Pradze, zm. 12 stycznia 1939 tamże) – czeski językoznawca, slawista. Zajmował się językiem i piśmiennictwem staro-cerkiewno-słowiańskim, bizantyjsko-słowiańskimi związkami kulturowymi oraz dziejami i strukturą filologii słowiańskiej.

## Życiorys
W 1913 r. ukończył studia na Wydziale Filozoficznym Uniwersytetu Karola w Pradze. Od 1919 r. docent; w latach 1919–1921 i od 1927 r. zatrudniony na Uniwersytecie Karola. W 1921 r. uzyskał profesurę; w latach 1921–1927 pracował na Wydziale Filozoficznym Uniwersytetu Komeńskiego w Bratysławie.
Dziekan Wydziału Filozoficznego Uniwersytetu Komeńskiego (1924–1925), rektor (1925–1926).

## Wybrana twórczość
- Ke dnešnímu stavu bádání o staroslověnštině (1912)
- Šafaríkovy práce jazykozpytné (1913)
- Vývoj českého jazyka (1918)
- Přehled literatury bulharské (1919)
- O poměru československém (1921)
- O podstatě slovanské filologie (1924)
- Slovanská vzájemnost (1926)
- O slovníku jazyka staroslovenského (1928)
- Pojem cirkevnej slovančiny (1930)
- První česko-církevne-slovanská legenda o sv. Václavu (1934)
- Rukověť jazyka staroslovanského I.,II. (1937)